# Les Amours imaginaires
Les Amours imaginaires is een Canadese dramafilm uit 2010. Hij werd geschreven, geproduceerd en geregisseerd door Xavier Dolan. De film werd privaat gefinancierd.

## Verhaal
De film schetst het verhaal van de vrienden Francis (Xavier Dolan) en Marie (Monia Chokri). Beiden worden verliefd op de mysterieuze Nicolas (Niels Schneider). Hoe meer de affectie voor Nicolas groeit, hoe meer de twee vrienden uit elkaar groeien. Ze besluiten uiteindelijk afscheid te nemen van Nicolas, omdat ze voelen dat hij met hun gevoelens speelt.

## Rolverdeling
| Acteur          | Personage |
| --------------- | --------- |
| Xavier Dolan    | Francis   |
| Monia Chokri    | Marie     |
| Niels Schneider | Nicolas   |
| Anne Dorval     | Désirée   |

## Release en ontvangst
De film ging op 16 mei 2010 in première op het Filmfestival van Cannes en kreeg daar een staande ovatie.